# Boconnoc
Boconnoc – wieś w Anglii, w Kornwalii. Leży 74 km na północny wschód od miasta Penzance i 337 km na zachód od Londynu. W 2001 miejscowość liczyła 121 mieszkańców.